# Taboo Charming Mother
Taboo Charming Mother (艶母 Enbo?, lit. Madre Encantadora), también conocida como Erotic Heart Mother en el manga, es una serie manga adaptada a un hentai que consta de 6 OVAs de 30 minutos de duración. Fue licenciada en Estados Unidos por JapanAnime y se lanzó al mercado en formato DVD y VHS.

## Sinopsis principal
Narra la historia en primera persona de Misako Amamiya, una joven y bella ama de casa que vive con su marido, Yosuke Amamiya, con el que se ha casado recientemente, y con su hijastro, Kazuhiko, el cual no la trata con demasiado afecto. Pese a que Misako intenta llevar una vida normal y corriente como ama de casa, su insatisfacción sexual se lo impide y, un día, con una simple llamada telefónica anónima, la vida de Misako cambiará drásticamente.

## Personajes principales
- Misako Amamiya (雨宮美沙子 Amamiya Misako?)

 Seiyū: Nagisa Futami
Nota: Es en realidad Miyabi Kurosaki, quien utilizaría el pseudónimo durante toda la serie.
Es la protagonista de la historia; una joven y bella ama de casa que está casada con su esposo Yosuke Amamiya. Lo único que desea es vivir tranquilamente con su amado marido y su hijastro, pero una serie de sucesos harán perturbar a la encantadora Misako.
- Kazuhiko Amamiya (雨宮一彦 Amamiya Kazuhiko?)

 Seiyū: Tatsuya Hirai
Nota: Se trata de Daisuke Hirakawaquien utilizó los sobrenomenres de "Masumi Hirai" en los tres primeros capítulosy en los tres últimos el de "Tatsuya Hirai".
Hijo biológico de Yosuke Amamiya e hijastro de Misako; es un adolescente rebelde que parece ser que no acepta a su madrastra como tal, se muestra frío con ella, pero con el tiempo se desvelará la razón de su comportamiento.
- Emiko (悦美子 Emiko?)

 Seiyū: Yuu Mikage
Nota: Se trata en realidad de la actriz Hikaru Ikeda, quien utilizó pseudónimo durante toda la serie.
Hermana menor de Misako; aparece en el capítulo 3 haciendo una visita a la familia Amamiya. Existe un gran afecto fraternal entre ella y Misako pero, a medida que transcurra la historia, ese afecto se convertirá en todo lo contrario.
- Yosuke Amamiya (雨宮洋介 Amamiya Yosuke?)

 Seiyū: Back Leo
Nota: Es en verdad Tomoaki Ikeda, que utilizaría dicho alias toda la serie.
Esposo de Misako; es un hombre de mediana edad, respetuoso y trabajador que ama a Misako pese a que sea bastante más joven que él, pero siempre está pendiente de su trabajo y no atiende las necesidades de su amada esposa.

## Sinopsis de episodios
Esta serie cuenta con 6 OVAs producidos por Milky Studio.
| N.º | Título                | Estreno                 |
| --- | --------------------- | ----------------------- |
| 1 | «Esposa Insatisfecha» | 25 de noviembre de 2003 |
| Ha pasado un año desde que Misako se casó con Yosuke Amamiya. Misako ama a su marido más que a nada en el mundo y lleva un buen cuidado del hogar. Sin embargo, ella se siente sexualmente frustrada desde hace tiempo. Dicha frustración continúa hasta que un día recibe una llamada telefónica de un hombre misterioso proponiéndole satisfacción. |                       |                         |
| 2 | «El Acto Prohibido»   | 25 de abril de 2004     |
| En el momento del clímax, su hijastro Kazuhiko abre la puerta y la encuentra con juguetes ocupando cada uno de sus orificios. Misako intenta cubrirse como puede, pero su hijo lo impide y, a cambio, le ofrece un trato que no puede rechazar. "Si haces lo que te digo no se lo diré a papá". Sin tener elección y hallándose en dicha situación, acepta la propuesta de su hijastro. Aunque ella rechaza la tentación prohibida, poco a poco su cuerpo suplica por más. |                       |                         |
| 3 | «Grito de Lujuria»    | 25 de diciembre de 2004 |
| Misako descubre que el acosador telefónico era su propio hijastro, Kazuhiko. Ella hace lo que puede para afrontarle, pero es demasiado tarde para ella, ya no puede volver a su vida normal, ella es ahora la esclava de Kazuhiko por pasión y lujuria. La barrera de la cordura se ha venido abajo, pero la cosa no ha hecho más que empezar. Ya no hay vuelta atrás. |                       |                         |
| 4 | «Comparando la Carne» | 25 de abril de 2005     |
| Para Misako, cada día transcurrido significa perder más y más la cordura, ya no se siente culpable al traicionar a su otra cara. Lo que una vez fue pecado, ahora es un placer del que no puede vivir sin él. Ella pensó que su amor secreto con su hijastro se mantendría en la oscuridad, pero las cosas hacen que esto cambie. ¿Qué acciones tomará Kazuhiko para satisfacer su lujururia? ¿Cómo lidiará Misako con ello?                                               |                       |                         |
| 5 | «La Madrastra Puta»   | 25 de junio de 2005     |
| Misako quedó en shock al ver a su hijastro Kazuhiko manteniendo relaciones con su hermana Emiko. Habiendo sido soprendida por este incidente, Misako se da cuenta de los celos que siente y empieza trazar un plan para tener a Kazuhiko de nuevo para ella. ¿Por qué obstáculos tendrá que pasar Misako para conseguir la lujuria que tanto desea? |                       |                         |
| 6 | «Lágrimas Inmorales»  | 25 de noviembre de 2005 |
| Kazuhiko continúa sus encuentros sexuales con la hermana de Misako, su tía Emiko. Ahora los celos de Misako crecen por segundos. Misako se da cuenta de que no necesita más a su marido Yosuke. A decir verdad, lo único que desea, tanto física como psicológicamente, es a Kazuhiko, sin embargo, solo tiene unos pocos días para tomar la decisión de si continuar con su amante, o volver a su vida normal.                                                            |                       |                         |

## Especiales
La serie consta de una edición especial de 120 minutos que reúne los 6 OVAs llamada "艶母 The BEST". Fue lanzada al mercado el 25 de septiembre de 2006. La única diferencia novedosa con respecto a los OVAs es el epílogo, el cual está extendido por 40 segundos.

## Música
Ending
- Okinawa

Compuesto por Mats Björklund.
Episodios 1 al 6

## Nominaciones

### Premios AVN
| Año  | Premio      | Categoría                      | OVA                                     | Resultado |
| ---- | ----------- | ------------------------------ | --------------------------------------- | --------- |
| 2007 | Premios AVN | Mejor lanzamiento de animación | Taboo Charming Mother 4: Comparing Meat | Nominada  |
| 2009 | Premios AVN | Mejor lanzamiento de animación | Taboo Charming Mother 6: Immoral Tears  | Nominada  |